# Pseudobulbe
En pseudobulbe er en løg- eller knoldformet opsvulmet plantestængel, som fungerer i opbevaringen af vand- og næringsreserver. Ordet kommer af pseudo- der betyder uægte og bulbe der betyder løg. Det anvendes mest om epifytiske orkidéer med sympodial voksemåde. Hos dem er hvert stængelled udformet som en en kort vandret jordstængel og en opret pseudobulbe med blade og eventuelt en blomsterstand fra apeks, mens nye stængelled udgår fra et sideskud ved basis af foregående pseudobulbe.

## Pseudobulbe af Orkidé-familien (Orchidaceae)
| Botanik | Spire Denne botanikartikel er en spire som bør udbygges. Du er velkommen til at hjælpe Wikipedia ved at udvide den. |